# Kittikun Jamsuwan
Kittikun Jamsuwan (thailändisch กิตติคุณ แจ่มสุวรรณ, * 9. Juni 1984 in Kalasin) ist ein thailändischer Fußballspieler.

## Karriere
Kittikun Jamsuwan unterschrieb 2007 seinen ersten Vertrag beim Erstligisten TOT SC in Bangkok. Hier absolvierte er 42 Spiele. 2010 wechselte er nach Buriram zu Buriram United. Nach nur 4 Spielen unterschrieb er 2013 beim Zweitligisten BBCU FC in Bangkok einen Dreijahresvertrag. Für BBCU stand er 74 Mal in der Zweiten Liga im Tor. Zum Erstligisten Navy FC, einem Verein, der in Sattahip beheimatet ist, wechselte er 2016. Hier kam er über die Rolle des Ersatztorwartes nicht hinaus. Zur Rückserie 2016 verließ er die Navy und schloss sich dem Zweitligisten Lampang FC an. Bis Ende 2017 spielte er 24 Mal für den Club. 2018 nahm ihn Sukhothai FC unter Vertrag. Für den Verein spielte er 41 Mal in der Thai League. 2020 ging er in die zweite Liga und schloss sich Nongbua Pitchaya FC aus Nong Bua Lamphu an. Im März 2021 feierte er mit Nongbua die Zweitligameisterschaft und den Aufstieg in die erste Liga. Am Ende der Saison 2022/23 musste er mit Nongbua als Tabellenvorletzter den Weg in die Zweitklassigkeit antreten. Am Ende der Saison 2023/24 wurde er mit dem Klub Vizemeister und stieg direkt wieder in die erste Liga auf. Am Ende der Saison 2024/25 belegte er mit Nongbua den 14. Tabellenplatz und musste somit in die zweite Liga absteigen.

## Erfolge
Buriram United
- Thailändischer Meister: 2011
- Thailändischer Pokalsieger: 2011, 2012
- Thailändischer Ligapokalsieger: 2011, 2012

Nongbua Pitchaya FC
- Thailändischer Zweitligameister: 2020/21  ▲
- Thailändischer Zweitligameister: 2023/24  ▲